# Jimmy Deuchar
James "Jimmy" Deuchar, né le 26 juin 1930 à Dundee, Écosse et mort le 9 septembre 1993, est un trompettiste et arrangeur de jazz écossais.

## Carrière
Après son service militaire, Deuchar travaille au sein du groupe « fondateur » du jazz moderne britannique, le Johnny Dankworth Seven (1950–51). Pendant les années 1950, il travaille dans de nombreux orchestres commerciaux mais aussi, par intermittence, avec Ronnie Scott. À la fin de la décennie, il joue dans l'orchestre de Kurt Edelhagen, en Allemagne. 
De retour au Royaume-Uni, il travaille à nouveau avec Scott (1960-62) puis avec Tubby Hayes (1962-66). Étant un musicien naturellement doué et représentant le style "moderne", il est très demandé et participe, avec succès, à de nombreuses tournées en Europe et aux États-Unis. Lors de la libéralisation des échanges entre musiciens britanniques et américains au début des années 1960, il joue régulièrement au Ronnie Scott's avec les grands musiciens d'outre-Atlantique.
En 1966, il collabore à nouveau avec Edelhagen. Il est également, dans les années 1960 et eu début des années 1970, l'un des membres du Clarke-Boland Big Band. Il retourne à Londres vers 1971 où il travaille en indépendant puis rentre à Dundee au milieu de la décennie.
Il continue à composer des arrangements et à jouer, notamment dans le big band de la BBC à Londres et dans le BBC Scottish Radio Orchestra à Glasgow jusqu'à ce que sa santé se détériore. Il meurt en 1993, à 63 ans.

## Sources
- John Chilton, Who's Who of British Jazz, Cassell, London 1997
- Carr, Fairweather & Priestley, Jazz - the Essential Companion, Grafton Books, London 1987